# Predné Kopské sedlo
Predné Kopské sedlo ( polsky Wyżnia Przełęcz pod Kopą německy Vorderer Kopper Pass, Weißseesattel, Schächtenpass, Schächtensattel maďarsky Elülső Kopahágó, Fehértavi nyereg je jedna ze tří depresí Kopského sedla, vysunutá do vedlejšího severozápadního hřebene Jahňacieho hrbu, mezi ním a Belianskou kopou. 

## Název
Název je podle Ivana Bohuše odvozen od Belianské kopy a podle Antona Marce od německého pojmu pro měď, která se zde těžila. Německé a maďarské názvy poukazují na polohu nad Bielymi plesy . Název Schächtenpass, Schächtensattel poukazuje na polohu nad Prednými Měďodoly, které odkazují na hlubinnou těžbu mědi. 

## Turistika
- po  modré značce z Tatranské Javoriny přes Zadné Meďodoly na Kopské sedlo a potom na Přední Kopské sedlo s pokračováním do Doliny Bílých ples. Při Velkém Bílém plese se rozděluje turistický chodník:
- po  červené značce je možné pokračovat na Chatu na Zeleném plese a po  zelené a  modré značce do Kežmarských Žľabov nebo do Tatranské Kotliny. Stejná trasa je naopak.
- Přibližný čas výstupu od Velkého Bílého plesa na Predné Kopské sedlo je 45 min. a pak do Tatranské Javoriny přibližně 2:30 hod.
- Přibližný čas výstupu po  červené značce z Doliny Bílých ples přes Přední Kopské sedlo na Kopské sedlo a pak přes Široké sedlo do Ždiaru je 4. hod. 15 min. [3]